# Église Saint-Nicolas de Sýros
L'église Saint-Nicolas (grec moderne : Εκκλησία Αγίου Νικολάου) est une église orthodoxe située dans la ville d'Ermoúpoli, sur l'île de Sýros, en Grèce.

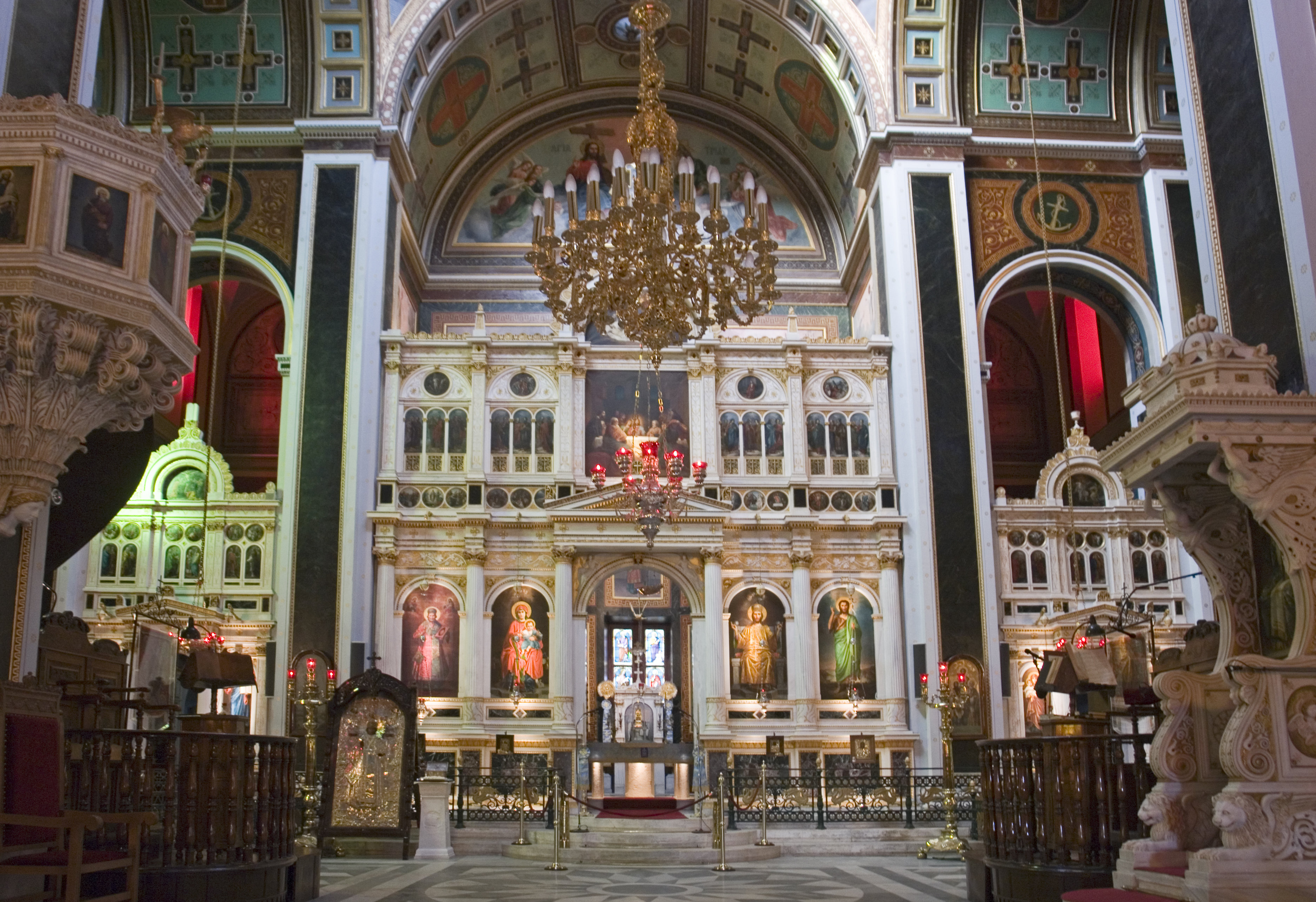
Vue de l'intérieur de l'église.

La planification de la construction de l'église commence en 1841. De nombreux architectes participent à sa conception, l'architecte principal étant Gerásimos Metaxás, élève de Lýsandros Kaftantzóglou (en), ce dernier réalisant les plans. Les travaux de construction de l'édifice commencent en 1849 ou 1851, tandis que sa consécration a lieu en 1870. L'église est dédiée à Nicolas de Myre, saint patron de la ville d'Ermoúpoli,.
L'église de style néoclassique est située au nord-est du centre-ville d'Ermoúpoli. Le bâtiment de l'église est une basilique de forme cruciforme, possédant, également, deux clochers, ainsi qu'un dôme. À l'intérieur, l'église est divisée en trois vaisseaux, tandis qu'elle est décorée de colonnes de marbre de style corinthien. L'iconostase est également en marbre. Le marbre utilisé dans la construction et la décoration du bâtiment est originaire de la montagne du Pentélique, ainsi que d'Italie,.